# L'Incal
L'Incal è una space opera a fumetti, realizzata dal drammaturgo cileno naturalizzato francese Alejandro Jodorowsky e dal disegnatore francese Moebius tra il 1981 ed il 1988, pubblicata sulla rivista Métal Hurlant (e successivamente edita da Les Humanoïdes Associés), con il titolo originario Une aventure de John Difool (Un'avventura di John Difool). È stata poi ribattezzata L'Incal nella successiva ristampa del 1998.

## Volumi
I sei volumi che la compongono sono:
1. L'Incal nero (1981)
2. L'Incal luce (1982)
3. Ciò che è in basso (1983)
4. Ciò che è in alto (1985)
5. La quinta essenza 1: Galassia che medita (1988)
6. La quinta essenza 2: Il pianeta Difool (1988)

## Trama

### Parte I: L'Incal Nero
In un futuro distopico, John Difool, un misero detective privato, dopo aver accettato di scortare una aristos in un locale, finisce per inimicarsi Kill Testa-di-cane, e nel tentativo di sfuggire alle sue grinfie si imbatte in un mutante morente, che gli consegna un misterioso oggetto, l'Incal. Ben presto, Difool si accorge degli straordinari poteri che l'Incal cela: il suo animale domestico, una sorta di uccello chiamato Deepo, ottiene infatti il dono della parola, mentre John stesso, ingoiando l'Incal per nasconderlo, riceve straordinari poteri.
Attorno a tale oggetto, tuttavia si crea ben presto una grande contesa: ad ambire all'Incal sono infatti in molti, a partire dall'Amok, un'organizzazione ribelle contro il governo filoimperiale. Ad essi si aggiungono i mutanti, i Berg, gli scienziati Tecno e il Presidente del governo filoimperiale stesso. In particolare, la Madrina dell'Amok Tanatah, con l'aiuto del braccio destro Kill Testa-di-cane, deciderà di assoldare il Meta-Barone per catturare Difool e recuperare l'Incal, ricattandolo tenendo in ostaggio Solune, che verrà dichiarato essere il figlio del Meta-Barone.
Capitoli:
- Le notti dell’anello rosso
- Il ballo dell’Incal
- Sua ofidità suprema
- Tecno-tecniche
- Meta-barone

### Parte II: L'Incal Luce
Difool, che per fuggire dall'Amok si è recato presso la Tecno-Città, finisce prigioniero degli scienziati Tecno, capeggiati dal Tecno-Papa, il quale è asservito al potere dell'Incal Nero, che mantiene custodito all'interno di un mastodontico "uovo nero". Difool, grazie all'aiuto di Deepo, riesce a sfuggire a morte certa, e penetra nell'uovo nero, intenzionato a recuperare l'Incal Nero, che è custodito dallo spaventoso cardiogrifo: Difool riuscirà a sconfiggere la creatura, e recupererà l'Incal Nero, causando tuttavia la distruzione della Tecno-Città e l'espulsione dell'Uovo Nero nello spazio. Difool fa quindi la conoscenza di Animah, una misteriosa donna che riesce a sottrargli l'Incal Nero, quindi quella del Meta-Barone, che lo fa suo prigioniero.
Intanto, nella città presidenziale gli Amok hanno scatenato una rivolta che mina la stabilità del potere del Presidente: costui viene così contattato da Imperoratrix, l'essere androgino a capo dell'impero, il quale gli ordina di trasferire la sua coscienza nella Necro-Sonda, per far fronte ai rivoltosi: le sorti della ribellione cominciano così a capovolgersi. Dopo aver consegnato Difool a Tanatah, il Meta-Barone scopre che la Madrina non intende rendergli Solune, pertanto decide di sgominare gli sgherri della donna, salvando così la vita di Difool, il quale resta così in possesso dell'Incal. Tanatah scopre quindi che l'Incal Nero è nelle mani di Animah, che la donna dichiarerà essere sua sorella; a causa della Necro-Sonda, però, Tanatah è costretta a correre ai ripari, così la donna, Difool, Deepo, il Meta-Barone, Solune e Testa-di-cane decidono di fuggire passando per il lago d'acido, nelle profondità delle città: inaspettatamente, il gruppo finirà però risucchiato da un vortice creatosi nel lago.
Capitoli:
- Ove tenebrae
- Terrore sull’esteriore interno
- Animah!
- Neuraztenik Class Struggle
- Imperoratrix

### Ciò che è in basso
Il gruppo risucchiato nel gorgo finisce in una enorme discarica, dove incontra Animah la regina dei ratti. Il gruppo, ora composto da sette individui, guidato da Animah raggiunge il cuore-sole, riuscendo a sfuggire alla necro-sonda che li sta inseguendo.
Nel frattempo, i tecno attuano un colpo di stato contro l’imperoratrix e imprigionano ad Aquaend, il carcere dell’impero, Kamar Raimo e il suo clan che avevano provato a fermarli.
Capitoli:
- Gli psico-ratti
- Attraverso la discarica
- Il pianeta d’oro
- La foresta di cristallo
- La porta della trasfigurazione

### Ciò che è in alto
Capitoli:
- Vitavil H2O
- La strategia delle meduse
- Fatti sotto!
- Nozze reali
- Virus tenebrae

### La quinta essenza 1: Galassia che medita
Capitoli:
- Inumano
- Ti ho vista per come sei
- La galassia che sogna

### La quinta essenza 2: Il pianeta Difool
Capitoli:
- 78 miliardi in 1
- Tagliate
- I gironi dell’incubo

## L'universo deL'Incal
Dopo la conclusione de L'Incal, Jodorowsky ha ambientato altre serie a fumetti nello stesso universo immaginario.
- Avant l'Incal, disegnata da Zoran Janjetov e pubblicata tra il 1988 e il 1995, ha per protagonista John Difool da giovane.
- Après l'Incal, una serie prevista in sei volumi e disegnata da Moebius che venne interrotta nel 2000 dopo il primo numero.
- L'Incal finale, disegnata da José Omar Ladrönn, e pubblicata in tre volumi fra il 2008 e il 2014, racconta gli avvenimenti successivi a L'Incal.
- La Caste des Méta-Barons, disegnata da Juan Giménez e pubblicata tra il 1992 e il 2003, narra la storia del Metabarone e dei suoi antenati, dalla nascita del titolo e per cinque generazioni.
- Les Technopères, disegnata da Zoran Janjetov e pubblicata tra il 1998 e il 2006, è la storia dell'ascesa al potere del Tecnopadre Albino e delle vicende della sua famiglia.
- Megalex, disegnata da Fred Beltran e pubblicata dal 1999, è ambientata su un pianeta-città retto da un regime totalitario, e segue le azioni di un gruppo ecologista di resistenza